# Gubiña Guete'
Gubiña Guete' es una población del estado mexicano de Oaxaca, localizada en el municipio de Unión Hidalgo y en el istmo de Tehuantepec. Tiene el carácter de localidad de Unión Hidalgo. 

## Historia
El origen preciso de la localidad que es hoy Gubiña Guete' ronda el mes de Mayo del año 2013, cuando una junta de colonos originarios de la cabecera municipal Unión Hidalgo, buscaban nuevas tierras para radicar, encontrando terrenos sin reclamar al sur de este mismo, anteriormente en esas tierras se ubicaba Ranchugubiña Guete', ranchería que en 1882 en conjunto con otras 4 más fundaron el núcleo poblacional del actual Unión Hidalgo (en zapoteco Ranchugubiña), una vez formada el nuevo núcleo poblacional, estas tierras fueron abandonadas, así mismo se dio el origen de su nombre Gubiña Guete' en Español: Unión Hidalgo del Sur.

## Localización y demografía
Gubiña Guete' se encuentra localizada en las coordenadas geográficas 16°27′30.3″N 94°50′36.8″O / 16.458417, -94.843556 y a una altitud de 10 metros sobre el nivel del mar. Se encuentra a unos 4 kilómetros al sur de la cabecera municipal de Unión Hidalgo, sobre una brecha de terracería que la une con este mismo, misma brecha comunica a Unión Hidalgo con Playa Unión (Raa Bidxi) atractivo turístico local, de igual manera existe una brecha con dirección al oeste que la comunica con Chicapa de Castro Agencia Municipal de Juchitán de Zaragoza.
De acuerdo al Censo de Población y Vivienda de 2020 realizado por el Instituto Nacional de Estadística y Geografía, la población total de Gubiña Guete' es de 24 habitantes, de los que 15 son hombres y 9 son mujeres.

## Representantes
- (2013-2017): "Chagaray"
- (2017-2020): Junta de Colonos
- (2020-Actualidad): Roberto López Rosado